# Zijpe

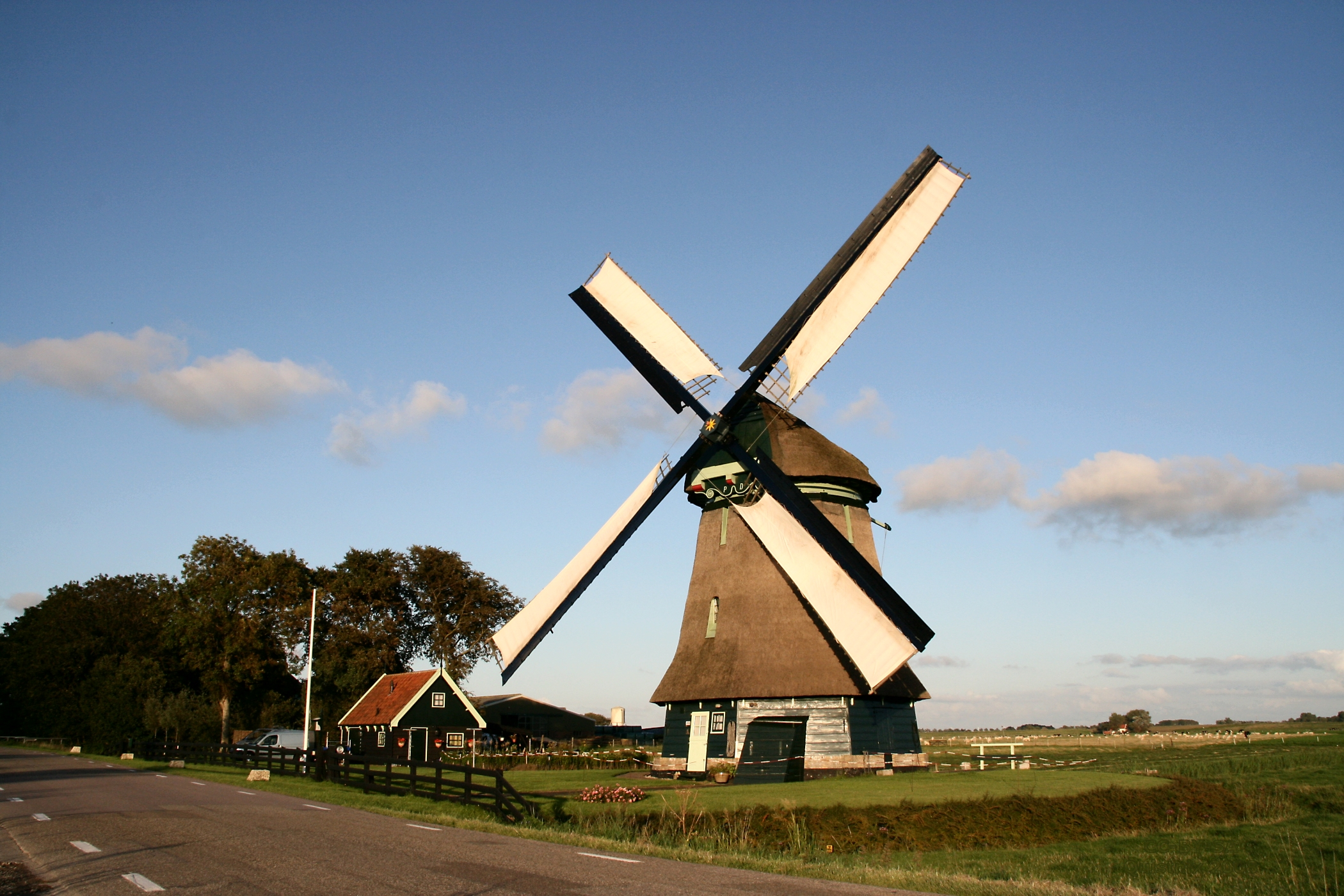

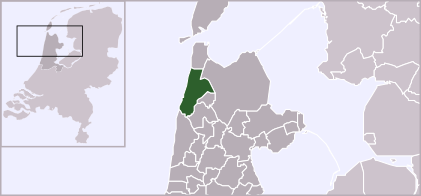
Zijpes läge

Zijpe är en historisk kommun i provinsen Noord-Holland i Nederländerna. Kommunens totala area är 113,35 km² (där 18,18 km² är vatten) och invånarantalet är på 11 381 invånare (2004).